# Magnus Ier de Mecklembourg
Magnus Ier de Mecklembourg, (en allemand Magnus Ier von Mecklenburg), né en 1345, décédé le 1er septembre 1384, est co-duc de Mecklembourg de 1379 à 1384 et duc de Mecklembourg de 1383 à 1384.

## Biographie
Fils d'Albert II de Mecklembourg et d'Euphémie de Suède. Le 5 février 1362, Magnus Ier de Mecklembourg épousa Élisabeth de Poméranie, (fille de Barnim IV de Poméranie). Cinq enfants sont nés de cette union :
- Euphémie de Mecklembourg (†1416), en 1397 elle épousa le prince Balthazar de Werle-Güstrow (†1421), fils de Laurent de Mecklembourg-Werle-Güstrow
- Jean IV de Mecklembourg, co-duc de Mecklembourg.

Magnus Ier de Mecklembourg succéda à son frère Henri III de Mecklembourg (décédé en 1383), père d'Albert IV de Mecklembourg († 1388).

## Généalogie
Magnus Ier de Mecklembourg appartient à la première branche de la Maison de Mecklembourg, il appartient également à la lignée des Mecklembourg-Schwerin.